# Paul Mirerekano
Paul Mirerekano (Kavuma, 1921 - Burundi, octubre de 1965) fue un político y agrónomo burundés, una figura decisiva durante la época de la Independencia de Burundi.
De etnia hutu, trabajó en su profesión antes de incursionar en política. Caracterizado como un nacionalista, monárquico y defensor de los derechos civiles de los hutus, fue un miembro destacado de la Unión para el Progreso Nacional (UPRONA), liderado por Louis Rwagasore. Tras la muerte de este, se enzarzó en una pelea por el control de la UPRONA con el primer ministro André Muhirwa, liderando cada uno su propia facción. Por sus críticas al gobierno de Muhirwa fue arrestado múltiples ocasiones, pero en 1965 pudo ser elegido miembro de la Asamblea Nacional, de la cual fue nombrado Vicepresidente Primero. En octubre, los soldados hutus lanzaron un intento de golpe de Estado. Aunque fracasó, el gobierno creyó que Mirerekano ayudó a planificar el intento de golpe y lo ejecutó. Su reputación sigue siendo un tema controvertido en Burundi.

## Primeros años
Nació en la colina de Kavuma en la comuna de Bukeye, en la provincia de Muramvya, entonces parte de la colonia belga de Ruanda-Urundi, en 1921.
Perteneciente a la etnia hutu, estudió agricultura durante seis años en el Groupe Scolaire de Astrida, graduándose en 1944. Entonces, se convirtió en agrónomo auxiliar y trabajó para la administración colonial belga en Usumbura (Hoy Buyumbura). En 1955, la administración colonial ordenó su traslado a Ruhengeri, en Ruanda. Insatisfecho con esto, renunció a su trabajo y estableció una huerta para apoyar a los agricultores en Bugarama y organizó el transporte de sus productos a Usumbura para su venta. La empresa cooperativa, que benefició principalmente a los hutus, tuvo éxito financiero y aumentó su reputación pública. Se casó con una tutsi, Catherine Siniremera, y tuvo varios hijos con ella.

## Carrera política
Políticamente, abogó por los derechos civiles de los hutus, apoyó a la monarquía burundesa y era un nacionalista. Miembro de la clase social évolué, la administración colonial le concedió una carte de mérite civiquey lo nombró miembro del Conseil Supérieur du Pays, un órgano asesor de las autoridades coloniales, sirviendo en el puesto entre 1954 y 1957.
Durante este tiempo comenzó a hacer demandas públicas de reformas, apelando en 1955 al rey Balduino de Bélgica (a quien conoció personalmente cuando visitó Urundi) para que ayudar a los campesinos, denunciando manipulaciones administrativas de los dominios reales en 1958 y criticando el paternalismo colonial en 1959.
Amigo del príncipe Louis Rwagasore, se unió al partido político que este lideraba, la Unión para el Progreso Nacional (UPRONA) a finales de 1958; sin embargo, algunas fuentes señalan que Mirerekano fue el fundador original del partido. Poco después se convirtió en tesorero del partido y actuó como enlace entre la UPRONA y el Movimiento Nacional Congoleño en el vecino Congo Belga. El 30 de julio de 1960 asistió en Léopoldville a las celebraciones de la independencia de la República del Congo, lo que provocó la ira de la administración colonial en Urundi, por lo cual decidió permanecer un tiempo en el Congo para evitar el arresto. Regresó a Urundi a mediados de 1961 para ayudar a la UPRONA en la campaña para las elecciones generales de septiembre de 1961, y Rwagasore lo nombró presidente interino del partido. Ese año publicó un manifiesto político, Mbire gito canje... (Escucha, hijo mío...), en el cual pidió respeto a la tradición y destacó la importancia de la reciprocidad en las relaciones entre miembros de las diferentes castas en la jerarquía social de Urundi. La obra se hizo popular entre los miembros de la UPRONA.
En las elecciones, la UPRONA obtuvo una mayoría absoluta de los escaños en la Asamblea Legislativa y se pidió a Rwagasore que formara un gobierno. No incluyó a Mirerekano en su gobierno, para decepción de este último. Según Selon B. F. Kiraranganya, Rwagasore había dicho en una reunión que no planeaba incluir a Mirerekano en su gobierno porque quería que fuera presidente de la UPRONA.
Solo unos días después, el 13 de octubre de 1961, Rwagasore fue asesinado en un complot concebido por políticos de la oposición. Su muerte avivó las divisiones al interior de la UPRONA y alimentó la rivalidad entre Mirerekano y el nuevo primer ministro, el Ganwa André Muhirwa. Ambos afirmaron ser herederos del legado del difunto primer ministro y cada uno buscó convertirse en presidente de la UPRONA. Por su parte, Muhirwa argumentó que, dado que había asumido el lugar de Rwagasore en el gobierno, tenía derecho a liderar el partido. Mirerekano impugnó esto alegando que Rwagasore lo había nombrado presidente interino del partido a mediados de 1961. Un grupo de varios líderes de la UPRONA se reunió el 4 de julio de 1962 para resolver la disputa y confirmó el ascenso de Muhirwa a la presidencia del partido. El comité central de la UPRONA también destituyó a Mirerekano de su cargo de tesorero de la organización. Ese mismo mes Urundi se independizó de Bélgica como Reino de Burundi.
En un intento por anular el resultado de la disputa por el liderazgo de la UPRONA, Mirerekano convocó a una reunión masiva de miembros del partido en el Estadio Rwagasore de Buyumbura el 26 de agosto. Ante una multitud de aproximadamente 2.000 personas, denunció airadamente al gobierno de Muhirwa por nepotismo y muestras de favoritismo étnico, y lo acusó de traicionar los deseos de Rwagasore. Mientras tanto, el ministro del Interior, Jean Ntiruhwama, ordenó a la Gendarmería arrestar a Mirerekano por albergar una reunión ilegal. Se enviaron varios destacamentos al estadio, pero unos 60 gendarmes se unieron a él y actuaron como su guardia personal, mientras que los demás no tomaron ninguna medida. El ejército fue puesto en alerta, pero la crisis se resolvió sin su despliegue.
Debido a la intervención del Rey Mwambutsa IV, en septiembre se celebró un congreso de la UPRONA para resolver la disputa por el liderazgo, lo que llevó a que tanto a Mirerekano como a Muhirwa se les asignaran vicepresidencias en el partido. La controversia llevó al choque entre dos facciones en el partido, con Muhirwa liderando el «grupo de Casablanca», dominado por los tutsis, y Mirekano liderando el «grupo de Monrovia», dominado por los hutus. El primero era generalmente antioccidental en su orientación política, mientras que el segundo adoptaba una postura más moderada respecto a Occidente. Insatisfecho con los resultados del congreso, Mirerekano se negó a asistir a cualquier reunión del recién constituido comité central y organizó su propia ala de la UPRONA, de la que llegó a ser presidente. Hizo circular numerosos folletos criticando a Muhirwa y a los líderes del grupo de Casablanca. También pidió una nueva investigación sobre el asesinato de Rwagasore y acusó a Muhirwa de oponerse a ella porque pertenecía al mismo clan Ganwa que los perpetradores implicados.
En febrero de 1963, fue acusado en una reunión de la UPRONA de cultivar vínculos con el Partido del Movimiento de Emancipación Hutu, el partido político dominante en Ruanda, con el objetivo de iniciar una revolución hutu similar a la que había ocurrido en Ruanda. El fiscal general ordenó su arresto el 26 de febrero, pero fue puesto en libertad varios días después por falta de pruebas. Huyó a Uvira, en el Congo, pero luego regresó. En junio de 1964 fue acusado de conspirar contra el gobierno del primer ministro Albin Nyamoya y huyó de nuevo a Butare, Ruanda. Regresó a Burundi a principios de 1965, después del colapso del gobierno de Nyamoya.  En preparación para las elecciones de mayo de 1965, organizó el Jeunesse Mirerekano, un grupo diseñado para difundir propaganda hutu y apoyar a los candidatos hutus. 
En aquellas elecciones se presentó como candidato para un escaño en la Asamblea Nacional por el distrito electoral de Buyumbura. Permaneció en el exilio durante la campaña, la cual fue dirigida por su esposa, y en los comicios resultó elegido por una abrumadora mayoría. Su candidatura causó malestar entre algunos funcionarios tutsis y llevó a que el Secretario de Estado del Ejército, Michel Micombero, y el Secretario de Estado de Justicia, Sixte Butera, planearan una condena de 21 años de prisión para Mirerekano, pero se retractaron de su idea ante la poderosa muestra de poder electoral. Posteriormente, la Asamblea eligió a Mirerekano como primer vicepresidente el 20 de julio. 

## Muerte y legado
En octubre de 1965, un grupo de soldados hutus lanzaron un intento de golpe de Estado; aunque fracasó, después estalló una ola de violencia étnica en el campo.Según informes, la Jeunesse Mirerekano estuvo implicada en ataques contra tutsis en Muramvya, aunque esto sigue siendo controvertido. Mirerekano, que se cree que ayudó a planificar el intento de golpe, fue arrestado por el gobierno, juzgado por un tribunal militar y ejecutado  el 19 o el 25 de octubre.
Posteriormente, su grupo juvenil se disolvió y su proyecto de huerta se derrumbó después de que muchos hutus involucrados en él fueran asesinados. En julio de 2013, la Asamblea Nacional organizó una ceremonia para conmemorarlo. Se desconoce dónde fue enterrado su cuerpo y su reputación sigue siendo un tema controvertido en Burundi.